# Okorowanie

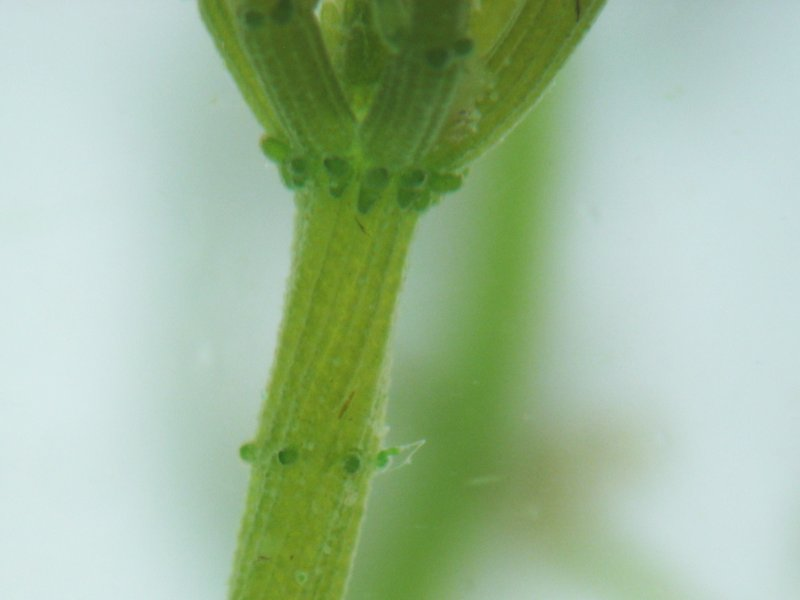
Fragment plechy Chara contraria z widocznymi rzędami okorowania (okorowanie podwójne, rzędy główne przewyższają boczne)

Okorowanie – warstwa komórek otaczających zasadniczą część plechy glonów (rdzeń). Czasem zwane jest tak jak u roślin nasiennych korą, a jego rzędy nićmi korowymi.
U ramienicowców okorowanie nibyłodygi występuje w rodzajach Chara (z wyjątkami) i Lychnothamnus, podczas gdy brak go u rodzajów Nitella i Nitellopsis. Komórki okorowania w tej grupie są cylindryczne, mniejsze od właściwych komórek międzywęźli. Wyrastają z węzłów ku górze i dołowi w ten sposób, że komórki okorowania z jednego węzła stykają się z komórkami okorowania z drugiego mniej więcej w połowie międzywęźla. Komórki okorowania tworzą równoległe rzędy. Rzędy główne okorowania wyrastają z tego samego miejsca, co nibyliście, przez co ich liczba odpowiada liczbie nibyliści w okółku. Dzielą się one podobnie jak reszta nibyłodygi na węzły i międzywęźla. Rzędy wyrastające pomiędzy nimi, wyłącznie na międzywęźlach, to rzędy boczne. Stosunek rzędów do nibyliści określa rzędowość okorowania – 1:1 (tylko rzędy główne, brak rzędów bocznych) – okorowanie jednorzędowe (pojedyncze), 2:1 (rzędów głównych jest tyle samo, co bocznych) – okorowanie dwurzędowe (podwójne), 3:1 (na każdy rząd główny przypada dwa boczne) – okorowanie trójrzędowe (potrójne). Rzędy główne i boczne mogą być jednakowe lub któryś typ może być większy. Rzędowość okorowania jest cechą diagnostyczną gatunków, ale zdarza się, że jeden osobnik ma część nibyłodygi okorowaną podwójnie, a część potrójnie. Okorowanie może też być nierównomierne, niezupełne lub szczątkowe. Czasem brak okorowania wynika z przyczyn środowiskowych. Na rzędach głównych zwykle wyrastają różnego rodzaju wypustki tworzące okolcowanie.